# رامینگن
رامینگن (به آلمانی: Rammingen) یک شهر در آلمان است که در الب-دانو-کریس واقع شده‌است.